# Acelomats

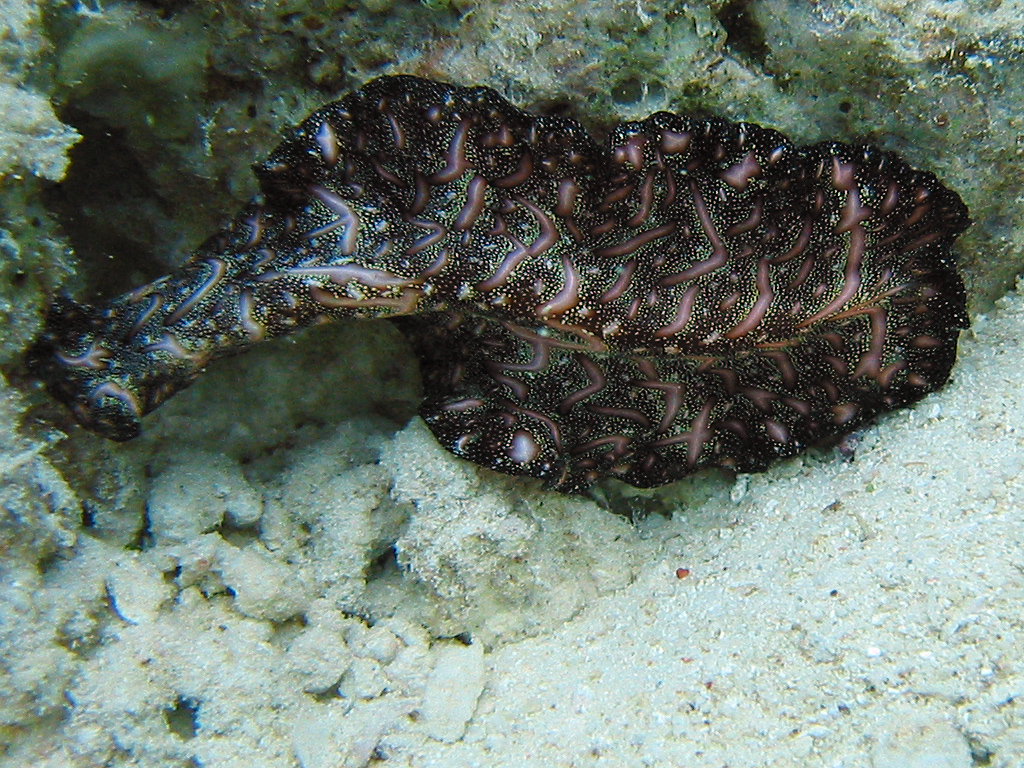
Pseudobiceros bedfordi, un platihelmint

Els acelomats (Acoelomata) són un grup d'animals bilaterals triblàstics en els quals el mesoderma no s'organitza mai en cavitats tancades o sigui que no té celoma ni pseudoceloma. Per tant, no tenen de cavitat general; tenen un cos massís, ja que entre la paret del cos i l'intestí existeix una massa de cèl·lules (mesènquima) i fibres musculars. El terme acelomat no té cap significat taxonòmic.
Els embrancaments típicament acelomats són els Platihelmints i els Nemertins; els Mesozous solen també considerar-se acelomats, però les seves relacions filogenètiques són força fosques. La resta de bilaterals tenen un cavitat corporal plena de líquid entre la paret del cos i l'intestí, ja sigui un autèntic celoma (celomats) o un pseudoceloma (pseudocelomats), almenys en estat embrionari.
Els acelomats són els bilaterals més simples, amb cossos vermiformes i epitelis ciliats, i la majoria dels zoòlegs estan d'acord que l'origen dels bilaterals passa per un ancestre acelomat del qual sorgirien els turbelaris i els primers celomats (veure Bilateria per a altres teories). Per tant, serien el grup del qual deriva la radiació de tots els animals triblàstics.
Són acelomats:
- Platyhelminthes
  - Turbellaria
  - Monogenea
  - Trematoda
  - Cestoda
- Nemertea
- Rhombozoa
- Orthonectida
- Xenacoelomorpha